# Eugeniusz Minciel
Eugeniusz Minciel (ur. 27 grudnia 1958 w Dębnie) – polski malarz, przedstawiciel abstrakcji konkretnej.
W latach 1980–1985 studiował na Wydziale Malarstwa, Grafiki i Rzeźby w Państwowej Wyższej Szkole Sztuk Plastycznych we Wrocławiu.
W 1985 otrzymał dyplom z wyróżnieniem w Pracowni Malarstwa prof. Wandy Gołkowskiej. W latach 1984–1989 asystent w tejże pracowni.
Na Krajowym Biennale Młodych „Droga i Prawda” we Wrocławiu, jednej z pierwszych i najważniejszych w kraju wystaw, gdzie doszła do głosu „Nowa Ekspresja”, na rok przed „Ekspresją lat 80.” Minciel otrzymał drugą nagrodę jury, Stypendium Watykańskie i stał się – na krótko – jednym z gwiazdorów nowej tendencji (wtedy jeszcze nieokreślonej i nie do końca uświadomionej), zachowując jednak niezmiennie własny styl i poetykę, której bliżej było do abstrakcji, niż typowej ekspresji. Od początku więc ustawił się na pozycji outsidera. Wziął udział w wielu ważnych wystawach Nowej Ekspresji, ale nade wszystko udało mu się obronić swoją niezależność. Po opuszczeniu Akademii i Wrocławia, osiadł z rodziną na wsi. Oddalenie od wielkiego miasta nie przeszkadza mu w aktywnym uczestniczeniu w wystawach krajowych i zagranicznych. Uprawia malarstwo, grafikę i rysunek. Mieszka w Księżycach pod Wrocławiem.
Prace artysty znajdują się między innymi w zbiorach Muzeum Narodowego we Wrocławiu, Muzeum Narodowego w Warszawie i Muzeum Akademii Sztuk Pięknych we Wrocławiu.
W 2009 artysta został Laureatem Nagrody EXIT.